# Mya Mason
Mya Mason (n.* 4 noiembrie 1984, în Denver, Colorado, USA) este o actriță porno nord-americană.